# 난계로 (영동군)
난계로(Nangye-ro)는 충청북도 영동군 심천면 고당리와 추풍령면 추풍령을 잇는 충청북도의 도로이다. 전 구간 국도 제4호선에 속한다.

## 연혁
- 1988년 3월 23일 : 영동군 영동읍 계산리 1.57km 구간 개통, 기존 1.5km 구간 폐지[1]
- 1995년 2월 18일 : 영동군 영동읍 부용리 ~ 주곡리 5km 구간 개통, 기존 3.8km 구간 폐지[2]
- 1999년 4월 1일 : 영동군 심천면 고당리 ~ 영동읍 부용리 9.72km 구간 확장 개통, 기존 2.4km 구간 폐지[3]
- 2002년 10월 5일 : 충청북도 영동군 황간면 마산리 1.21km 구간 개통[4]
- 2005년 12월 22일 : 충청북도 영동군 황간면 광평리 ~ 추풍령면 추풍령리 6.4km 구간 개통, 기존 5.48km 구간 폐지[5]
- 2009년 7월 10일 : 2개 이상 시·도에 걸쳐 있는 도로로 난계로를 고시[6]
- 2016년 10월 21일 : 영동 ~ 추풍령간 도로 2공구(영동군 영동읍 가리 ~ 황간면 광평리) 9.54km 구간 확장 개통[7]
- 2017년 3월 15일 : 영동 ~ 추풍령간 도로 1공구(영동군 영동읍 부용리 ~ 가리) 8.9km 구간 확장 개통, 기존 9.0km 구간 폐지[8]

## 주요 경유지
충청북도
- 영동군 (심천면 · 영동읍 · 황간면 · 추풍령면)

## 노선
| 이름                       | 접속 노선                                             | 소재지        | 소재지                                                    | 비고              |
| 옥천로와 직결              | 옥천로와 직결                                         | 옥천로와 직결 | 옥천로와 직결                                             | 옥천로와 직결     |
| -------------------------- | ----------------------------------------------------- | ------------- | --------------------------------------------------------- | ----------------- |
| 고당리                     | 고당심천길 옥계폭포길                                 | 영동군        | 심천면                                                    | 국도 제4호선 구간 |
| 국악박물관입구             | 국악로                                                | 영동군        | 심천면                                                    | 국도 제4호선 구간 |
| 고당교                     |                                                       | 영동군        | 심천면                                                    | 국도 제4호선 구간 |
| 약목사거리                 | 지방도 제505호선 (이원심천로)                         | 영동군        | 심천면                                                    | 국도 제4호선 구간 |
| (각계2리)                  | 산이비탄로                                            | 영동군        | 심천면                                                    | 국도 제4호선 구간 |
| 각계교                     |                                                       | 영동군        | 심천면                                                    | 국도 제4호선 구간 |
| 영동읍                     |                                                       | 영동군        |                                                           | 국도 제4호선 구간 |
| 산리교                     |                                                       | 영동군        |                                                           | 국도 제4호선 구간 |
| 오정삼거리                 | 오정길                                                | 영동군        |                                                           | 국도 제4호선 구간 |
| 부용 교차로                | 국도 제19호선 (남부로)                                | 영동군        | 국도 제4, 19호선 구간                                     |                   |
| 부용사거리                 | 중앙로 학산영동로                                     | 영동군        | 국도 제4, 19호선 구간                                     |                   |
| 매천 교차로                | 국가지원지방도 제68호선 (영동황간로) 부용동1로        | 영동군        | 국도 제4, 19호선 구간 국가지원지방도 제68호선 구간        |                   |
| 영동 교차로                | 국도 제19호선 국가지원지방도 제68호선 (영동로)        | 영동군        | 국도 제4, 19호선 구간 국가지원지방도 제68호선 구간        |                   |
| 영동천교                   |                                                       | 영동군        | 국도 제4호선 구간                                         |                   |
| 늘머니 교차로              | 영동황간로 용두공원로                                 | 영동군        | 국도 제4호선 구간                                         |                   |
| 매천교 삼봉천교            |                                                       | 영동군        | 국도 제4호선 구간                                         |                   |
| 주곡 교차로                | 산막골길                                              | 영동군        | 국도 제4호선 구간                                         |                   |
| 임계교                     |                                                       | 영동군        | 국도 제4호선 구간                                         |                   |
| 임계터널                   |                                                       | 영동군        | 국도 제4호선 구간 영동 방면 연장 246m 옥천 방면 연장 311m |                   |
| 가리터널                   |                                                       | 영동군        | 국도 제4호선 구간 영동 방면 연장 252m 옥천 방면 연장 128m |                   |
| 하가리교 중가리교 상가리교 |                                                       | 영동군        | 국도 제4호선 구간                                         |                   |
| 가리 교차로                | 영동황간로 상가길                                     | 영동군        | 국도 제4호선 구간                                         |                   |
| 서송원1교                  |                                                       | 영동군        | 국도 제4호선 구간                                         | 황간면            |
| 서송원 교차로              | 신탄로 서송원길                                       | 영동군        | 국도 제4호선 구간                                         | 황간면            |
| 서송원2교 안화1교 안화2교  |                                                       | 영동군        | 국도 제4호선 구간                                         | 황간면            |
| 마산 교차로 (마산교)       | 영동황간로                                            | 영동군        | 국도 제4호선 구간                                         | 황간면            |
| 마산터널                   |                                                       | 영동군        | 국도 제4호선 구간 영동 방면 연장 335m 옥천 방면 연장 310m | 황간면            |
| 안신1교                    |                                                       | 영동군        | 국도 제4호선 구간                                         | 황간면            |
| 소계 교차로 (안신2교)      | 국가지원지방도 제49호선 지방도 제901호선 (민주지산로) | 영동군        | 국도 제4호선 구간                                         | 황간면            |
| 마래1교 마래2교            |                                                       | 영동군        | 국도 제4호선 구간                                         | 황간면            |
| 새동네 교차로              | 영동황간로                                            | 영동군        | 국도 제4호선 구간                                         | 황간면            |
| 광평 교차로                | 광평길                                                | 영동군        | 국도 제4호선 구간                                         | 황간면            |
| 계룡 교차로                | 추풍령로 계룡1길                                      | 영동군        | 국도 제4호선 구간                                         | 추풍령면          |
| 사부리 교차로              | 추풍령로                                              | 영동군        | 국도 제4호선 구간                                         | 추풍령면          |
| 원관과선교 추풍령5교       |                                                       | 영동군        | 국도 제4호선 구간                                         | 추풍령면          |
| 은편 교차로                | 은편길                                                | 영동군        | 국도 제4호선 구간                                         | 추풍령면          |
| 추풍령과선교               |                                                       | 영동군        | 국도 제4호선 구간                                         | 추풍령면          |
| 추풍령 교차로 (추풍령육교) | 신안로                                                | 영동군        | 국도 제4호선 구간 김천 방면 진출 불가 옥천 방면 진입 불가 | 추풍령면          |
| 추풍령                     |                                                       | 영동군        | 국도 제4호선 구간                                         | 추풍령면          |
| 영남대로와 직결            |                                                       |               |                                                           |                   |

## 주요 건물 및 시설
- 영동장례식장 (충청북도 영동군 영동읍 난계로 804-46)
- 영동우체국 (충청북도 영동군 영동읍 난계로 1178)
- 영동농협 (충청북도 영동군 영동읍 난계로 1194)